# Katarina od Clermonta
Francuska plemkinja Katarina od Clermont-en-Beauvaisisa (francuski Catherine de Clermont-en-Beauvaisis) (? – 19./20. rujna 1212./1213.) bila je grofica Clermont-en-Beauvaisisa i Bloisa.
Grofica Katarina je bila kći grofa Rudolfa I. od Clermont-en-Beauvaisisa (Raoul) i njegove žene Alise od Breteuila (Alix). Imala je brata Filipa, koji je umro kao dječak ili mladić; u svakom slučaju, prije oca.
Katarina je nakon očeve smrti postala grofica svog mjesta, a nakon udaje za grofa Luja I., postala je i grofica Bloisa.
Luj i Katarina su nakon konzumacije braka dobili sina kojeg je Katarina nazvala po svom ocu. Kasnije, dobili su kćer Ivanu i sina Teobalda, koji je nazvan po svom drugom djedu.
Teobald je naslijedio oca i majku, a njega su naslijedile njegove tete Margareta i Izabela.